# 高田町 (横浜市)
高田町（たかたちょう）は、神奈川県横浜市港北区の町名。丁目の設定のない単独町名である。住居表示未実施区域。

## 地理
港北区の北西部に位置し、東に下田町、南に高田西、西に都筑区東山田町、北に川崎市高津区久末と接している。現在の高田町の区域のほぼ全域が市街化調整区域となっており、市街化区域は高田東一丁目、高田東二丁目、高田東三丁目、高田東四丁目、高田西一丁目、高田西二丁目、高田西三丁目、高田西四丁目、高田西五丁目となっている。

### 字
- 上耕地
- 下耕地
- 南原
- 東原
- 西原 [2]

## 歴史

### 沿革
かつて、この場所は都筑郡高田村であった。
- 1889年（明治22年）4月1日 - 町村制施行に伴い、高田村、吉田村、新羽村が合併し都筑郡新田村大字高田となる。
- 1939年（昭和14年）4月1日 - 新田村が横浜市に編入し、横浜市港北区高田町となる[5]。
- 1947年（昭和22年）3月12日 - 耕地整理に伴い、高田町の一部を東山田町、綱島上町へ編入。北綱島町の一部を高田町に編入、新吉田町及び日吉本町との境界を変更する[6]。
- 1969年（昭和44年）10月1日 - 行政区の再編成に伴い、港北区を再配置。横浜市港北区高田町となる[7]。
- 1972年（昭和47年）5月26日 - 土地区画整理事業に伴い、下田町の一部を高田町に編入[8]。
- 1973年（昭和48年）6月11日 - 住居表示の実施に伴い、綱島町の一部を高田町に編入[8]。
- 1977年（昭和52年）3月6日 - 土地区画整理事業に伴い、日吉本町との境界を変更する[9]。
- 1977年（昭和52年）11月21日 - 土地区画整理事業に伴い、日吉本町との境界を変更する[10]。
- 1979年（昭和54年）6月9日 - 土地改良事業に伴い、高田町との境界を変更する[10]。
- 1987年（昭和62年）7月20日 - 住居表示の実施に伴い、日吉本町の一部を高田町に編入[11]。
- 1988年（昭和63年）7月25日 - 住居表示の実施に伴い、高田町の一部を日吉本町五丁目へ編入[11]。
- 1994年（平成6年）11月6日 - 行政区の再編成に伴い、港北区を再配置。横浜市港北区高田町となる[12]。
- 1998年（平成10年）10月19日 - 住居表示の実施に伴い、高田町の一部から高田東一丁目、高田東二丁目、高田東三丁目、高田東四丁目を新設する[13]。
- 1999年（平成11年）10月25日 - 住居表示の実施に伴い、高田町の一部から高田西一丁目、高田西二丁目、高田西三丁目、高田西四丁目、高田西五丁目を新設する[13]。

## 世帯数と人口
2025年（令和7年）6月30日現在（横浜市発表）の世帯数と人口は以下の通りである。
| 町丁   | 世帯数  | 人口  |
| ------ | ------- | ----- |
| 高田町 | 339世帯 | 734人 |

### 人口の変遷
国勢調査による人口の推移。
| 年                 | 人口   |
| ------------------ | ------ |
| 1995年（平成7年）  | 17,144 |
| 2000年（平成12年） | 691    |
| 2005年（平成17年） | 769    |
| 2010年（平成22年） | 772    |
| 2015年（平成27年） | 731    |
| 2020年（令和2年）  | 695    |

### 世帯数の変遷
国勢調査による世帯数の推移。
| 年                 | 世帯数 |
| ------------------ | ------ |
| 1995年（平成7年）  | 6,458  |
| 2000年（平成12年） | 228    |
| 2005年（平成17年） | 270    |
| 2010年（平成22年） | 292    |
| 2015年（平成27年） | 277    |
| 2020年（令和2年）  | 289    |

## 学区
市立小・中学校に通う場合、学区は以下の通りとなる（2024年11月時点）。
| 番・番地等 | 小学校             | 中学校             |
| --- | ------------------ | ------------------ |
| 1762〜1792番地、1794番地 1795番地、1798〜1800番地 1819〜1865番地、1872番地 1876〜1881番地、1885〜2454番地 2469番地〜2605番地、2618番地 2791番地以降 | 横浜市立高田小学校 | 横浜市立高田中学校 |

## 事業所
2021年（令和3年）現在の経済センサス調査による事業所数と従業員数は以下の通りである。
| 町丁   | 事業所数 | 従業員数 |
| ------ | -------- | -------- |
| 高田町 | 50事業所 | 366人    |

### 事業者数の変遷
経済センサスによる事業所数の推移。
| 年                 | 事業者数 |
| ------------------ | -------- |
| 2016年（平成28年） | 46       |
| 2021年（令和3年）  | 50       |

### 従業員数の変遷
経済センサスによる従業員数の推移。
| 年                 | 従業員数 |
| ------------------ | -------- |
| 2016年（平成28年） | 278      |
| 2021年（令和3年）  | 366      |

## 施設
- 横浜市立高田小学校
- 横浜市立高田中学校
- 興禅寺

## その他

### 日本郵便
- 郵便番号 : 223-0063[3]（集配局：綱島郵便局[23]）

### 警察
町内の警察の管轄区域は以下の通りである。
| 番・番地等 | 警察署     | 交番・駐在所 |
| ---------- | ---------- | ------------ |
| 全域       | 港北警察署 | 高田交番     |